# Francis Howard, 6. Baron Howard of Effingham
Francis Howard, 6. Baron Howard of Effingham (* September 1643; † 30. März 1695) war ein englischer Adliger und Politiker, sowie Gouverneur der Kolonie Virginia.

## Biografie
Francis Howard wurde Anfang September des Jahres 1643 als Sohn des Sir Charles Howard († 1672/73) geboren und am 17. September 1643 getauft. Er war der Urgroßneffe 2. Grades des 3. Earls of Nottingham und 5. Barons Howard of Effingham und dessen nächster männlicher Agnat als Ur-urenkel eines jüngeren Bruders des 1. Earls of Nottingham und 2. Barons Howard of Effingham.
Francis Howard war politisch ein Anhänger der Whig-Partei. Als 1681 sein Urgroßonkel 2. Grades, der 3. Earl of Nottingham, ohne direkte männliche Nachkommen starb, erlosch dessen Titel Earl von Nottingham und sein nachgeordneter Titel Baron Howard of Effingham fiel an Francis Howard. Mit der Baronswürde war ein erblicher Sitz im englischen House of Lords verbunden. Von 1683 bis 1693 vertrat er die englische Krone als Gouverneur der Kolonie Virginia, die damals nicht nur den heutigen amerikanischen Bundesstaat Virginia umfasste, sondern auch die Gebiete der heutigen Bundesstaaten West Virginia, North und South Carolina. Seinen Sitz im House of Lords konnte er deshalb erst am 3. Mai 1689 anlässlich einer Visite in England tatsächlich antreten.
Francis Howard war zweimal verheiratet. 1673 hatte er Philadelphia Pelham (1654–1683) zur Frau genommen. Nach deren Tod heiratete er 1689 Susan Felton während seines Aufenthaltes in England. Zwei Jahre nach seiner Rückkehr nach England starb er am 30. März 1695 und wurde in Lingfield begraben. Seine Witwe überlebte ihn lange und starb erst am 11. Dezember 1726.